# Liste der Stolpersteine im Komitat Fejér

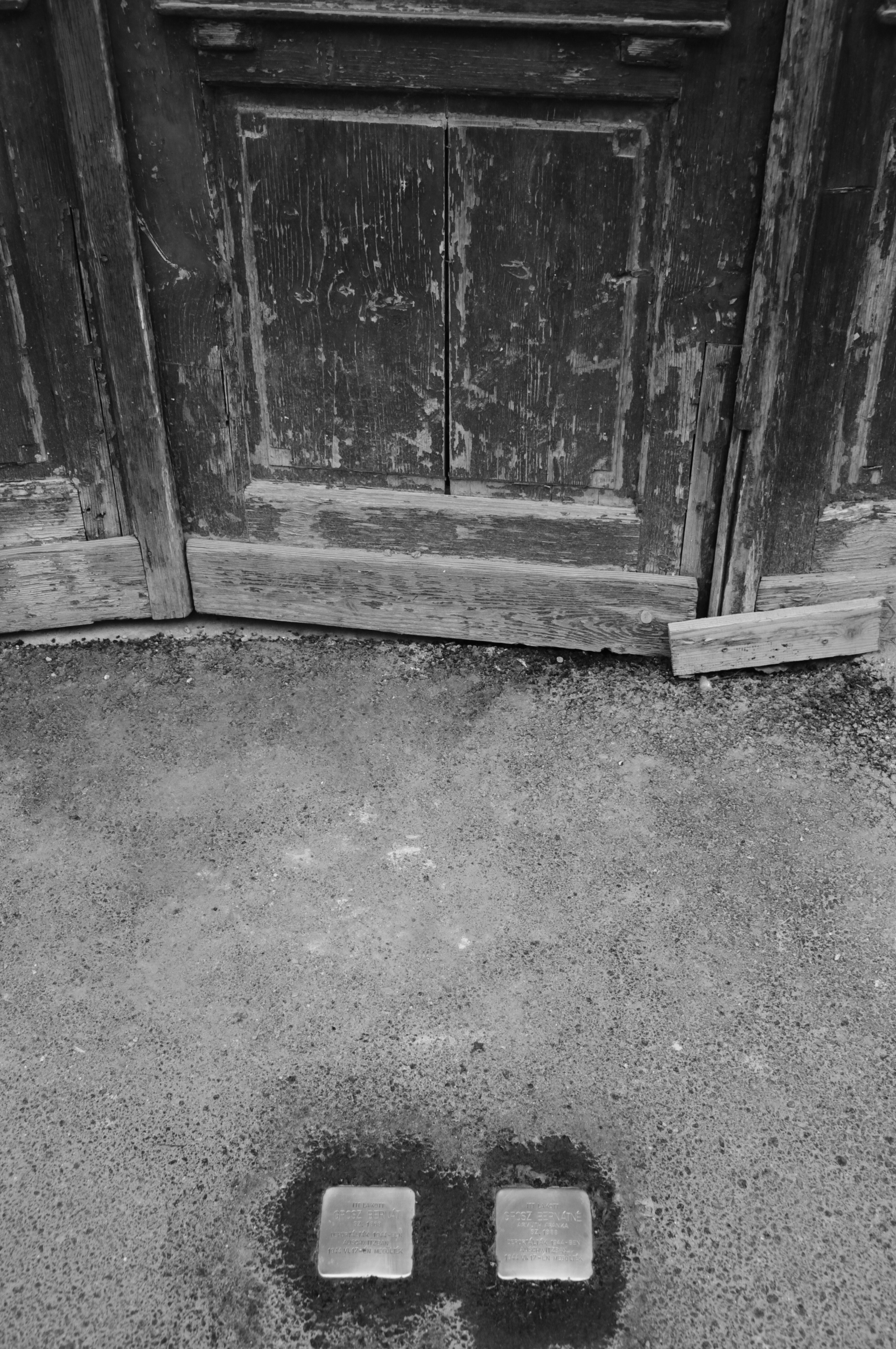
Stolpersteine in Székesfehérvár

Die Liste der Stolpersteine im Komitat Fejér enthält die Stolpersteine, die im ungarischen Komitat Fejér in Mitteltransdanubien verlegt wurden. Stolpersteine erinnern an das Schicksal der Menschen, welche von den Nationalsozialisten ermordet, deportiert, vertrieben oder in den Suizid getrieben wurden. Die Stolpersteine wurden von Gunter Demnig verlegt und liegen im Regelfall vor dem letzten selbstgewählten Wohnsitz des Opfers. Stolpersteine heißen auf Ungarisch Botlatókő.
Die bislang einzigen Verlegungen in diesem Komitat fanden am 15. September 2019 in Székesfehérvár statt.

## Verlegte Stolpersteine
In Székesfehérvár wurden zwei Stolpersteine an einer Adresse verlegt.
| Stolperstein | Übersetzung | Verlegeort       | Name, Leben                   |
| ------------ | --- | ---------------- | ----------------------------- |
|              | HIER WOHNTE DIE FRAU DES BERNÁT GROSZ GEB. ARANKA ARMUTH JG. 1888 DEPORTIERT 1944 AUSCHWITZ ERMORDET 17.6.1944 | Ady Endre utca 7 | Aranka Grosz, geborene Armuth |
|              | HIER WOHNTE BERNÁT GROSZ JG. 1868 DEPORTIERT 1944 AUSCHWITZ ERMORDET 17.6.1944                                 | Ady Endre utca 7 | Bernát Grosz                  |

## Verlegedaten
Die Stolpersteine im Komitat Fejér wurden von Gunter Demnig persönlich am 15. September 2019 verlegt.